# Starý Pelhřimov
Starý Pelhřimov (německy Alt Pilgrams) je vesnice, část okresního města Pelhřimov. Nachází se asi 2 km na severozápad od Pelhřimova. Prochází zde silnice I/19. V roce 2009 zde bylo evidováno 94 adres. V roce 2001 zde trvale žilo 304 obyvatel.
Starý Pelhřimov je také název katastrálního území o rozloze 4,44 km2.

## Obecní správa
V letech 1869–1910 k obci patřily Dubovice.

## Pamětihodnosti
- Ve vsi stojí hřbitovní kostel svatého Jana Křtitele, kulturní památka České republiky.
- Na jihovýchodě obce se nachází rekonstruovaná kaplička.
- Malé muzeum Bible